# 交響曲第4番 (吉松隆)
交響曲第4番は、日本の作曲家吉松隆が2000年に作曲した交響曲。

## 作曲の経緯
1998年に制作された交響曲第3番がアレグロやフォルテなどを主体とした作品であったことから、当初はそれの反動的な重く暗い作品を書こうと構想されたが、最終的に明るく軽やかな田園風の牧歌的な作品として完成した。作品は作曲者が「交響曲第3番より作品制作の大きな原動力となった」と評するシャンドスのプロデューサー、ラルフ・カズンズに献呈された。

## 初演
作品は2001年5月29日に藤岡幸夫の指揮、関西フィルハーモニー管弦楽団の演奏によって初演された。

## 編成
フルート3、オーボエ2、クラリネット2、ファゴット2、ホルン4、トランペット2、トロンボーン2、チューバ1、パーカッション4、ピアノ、弦楽合奏

## 楽曲構成
全4楽章からなる。演奏時間は約30分。
- 第1楽章 アレグロ
- 第2楽章 ワルツ
- 第3楽章 アダージェット
- 第4楽章 アレグロ・モルト